# Ammophila bella
Ammophila bella es una especie de avispa del género Ammophila, familia Sphecidae.

## Taxonomía
Fue descrito por primera vez en 1966 por Menke. 